# Teutobergienses Saltus
El bosc de Teutoburg és una cadena de turons baixos i boscosos als estats alemanys de la Baixa Saxònia i Rin del Nord-Westfàlia. Fins al segle XVII, el nom oficial de la carena del turó era Osning. Va ser rebatejat per primera vegada com a bosc de Teutoburg el 1616 en commemoració de la batalla del bosc de Teutoburg l'any 9 dC, que probablement va tenir lloc a Kalkriese.
Es coneix també per Teutobergienses Saltus. Allí l'any 9 de la nostra era els romans van patir una seriosa derrota enfront dels germànics (vegeu Batalla del bosc de Teutoburg). El cos de Publi Quintili Varus fou trobat sis anys després per Drus.
Es creu que correspon a les muntanyes entre Lippspringe (Lupia) i Haustenbeck (Amasis) i el seu nom alemany és Teutoburger Wald.